# Thereva fucata
Thereva fucata är en tvåvingeart som beskrevs av Friedrich Hermann Loew 1872. Thereva fucata ingår i släktet Thereva och familjen stilettflugor.
Artens utbredningsområde är Kalifornien. Inga underarter finns listade i Catalogue of Life.